# Tour Destino
Tour Destino es la actual gira de conciertos del cantante barcelonés Antonio Orozco, enmarcado dentro de la promoción de su último disco en el mercado,  Destino (publicado en diciembre de 2015).

## Fechas
| Fecha                    | Ciudad                     | País        | Lugar                                        |
| ------------------------ | -------------------------- | ----------- | -------------------------------------------- |
| 14 de noviembre de 2015  | Granada                    | España      | Palacio de Congresos y Exposiciones          |
| 15 de noviembre de 2015  | Sevilla                    | España      | Auditorio FIBES                              |
| 28 de noviembre de 2015  | Roquetas de Mar            | España      | Teatro auditorio de Roquetas de Mar          |
| 11 de diciembre de 2015  | Tarragona                  | España      | Tarraco Arena Plaza                          |
| 12 de diciembre de 2015  | Valencia                   | España      | Feria Muestrario Internacional de Valencia   |
| 23 de diciembre de 2015  | Madrid                     | España      | Palacio de los Deportes                      |
| 27 de diciembre de 2015  | Gerona                     | España      | Auditorio del Palacio de Congresos           |
| 19 de febrero de 2016    | Madrid                     | España      | Sala Joy Eslava                              |
| 27 de febrero de 2016    | Murcia                     | España      | Auditorio Víctor Villegas                    |
| 28 de febrero de 2016    | Valladolid                 | España      | Auditorio Miguel Delibes                     |
| 5 de marzo de 2016       | Manresa                    | España      | Teatro Kursaal Espai d'Arts Escèniques       |
| 12 de marzo de 2016      | Barcelona                  | España      | Gran Teatro del Liceo                        |
| 13 de marzo de 2016      | La Coruña                  | España      | Palacio de la Ópera de La Coruña             |
| 19 de marzo de 2016      | Vitoria                    | España      | Teatro Principal Antzokia                    |
| 20 de marzo de 2016      | Bilbao                     | España      | Teatro Arriaga                               |
| 2 de abril de 2016       | Granollers                 | España      | Teatre Auditori de Granollers                |
| 9 de abril de 2016       | Málaga                     | España      | Palacio de Ferias y Congresos MAC            |
| 24 de abril de 2016      | Hospitalet de Llobregat    | España      | Recinto ferial La Farga                      |
| 30 de abril de 2016      | Santa Eulalia del Río      | España      | Explanada del Palacio de Congresos           |
| 7 de mayo de 2016        | Burgos                     | España      | Auditorio Fórum Evolución                    |
| 14 de mayo de 2016       | Villarreal                 | España      | Plaça Llaurador                              |
| 21 de mayo de 2016       | Palma de Mallorca          | España      | Auditorium de Palma de Mallorca              |
| 27 de mayo de 2016       | Coria                      | España      | Campo de fútbol La Isla                      |
| 11 de junio de 2016      | Sitges                     | España      | Auditorio Melià Sitges                       |
| 17 de junio de 2016      | Madrid                     | España      | Sala Bucca                                   |
| 18 de junio de 2016      | Salamanca                  | España      | Multiusos Sánchez Paraíso                    |
| 19 de junio de 2016      | Torrejón de Ardoz          | España      | Recinto ferial de Torrejón de Ardoz          |
| 24 de junio de 2016      | León                       | España      | Plaza Mayor de León                          |
| 28 de junio de 2016      | Rubí                       | España      | Amfiteatre del Parc del Castell              |
| 1 de julio de 2016       | Teruel                     | España      | Explanada del Palacio Exposiciones           |
| 15 de julio de 2016      | Antequera                  | España      | Plaza de Toros de Antequera                  |
| 16 de julio de 2016      | Roquetas de Mar            | España      | Plaza de Toros de Roquetas de Mar            |
| 20 de julio de 2016      | Vigo                       | España      | Auditorio de Castrelos                       |
| 22 de julio de 2016      | Calella de Palafrugell     | España      | Jardí Botànic de Cap Roig                    |
| 30 de julio de 2016      | Alicante                   | España      | Plaza de Toros de Alicante                   |
| 5 de agosto de 2016      | Almendralejo               | España      | Plaza de Toros de Almendralejo               |
| 6 de agosto de 2016      | Miajadas                   | España      | Campo de fútbol municipal de Miajadas        |
| 8 de agosto de 2016      | Cambrils                   | España      | Parc del Pinaret                             |
| 9 de agosto de 2016      | Cartagena                  | España      | Auditorio y Palacio de Congresos El Batel    |
| 11 de agosto de 2016     | Melilla                    | España      | Auditorium Carvajal                          |
| 14 de agosto de 2016     | San Lorenzo de El Escorial | España      | Lonja del Monasterio                         |
| 16 de agosto de 2016     | Monforte de Lemos          | España      | Explanada de la Compañía                     |
| 18 de agosto de 2016     | San Sebastián              | España      | Explanada de Sagüés                          |
| 19 de agosto de 2016     | Pineda de Mar              | España      | Auditorio del Festival Arts d’Estiu          |
| 26 de agosto de 2016     | Calahorra                  | España      | Solar de El Silo                             |
| 27 de agosto de 2016     | Peñaranda de Bracamonte    | España      | Parque Recinto La Huerta                     |
| 30 de agosto de 2016     | Noja                       | España      | Plaza de la Villa                            |
| 3 de septiembre de 2016  | Calviá                     | España      | Recinto ferial El Molino                     |
| 10 de septiembre de 2016 | Calatayud                  | España      | Recinto ferial de Claretianos                |
| 11 de septiembre de 2016 | Móstoles                   | España      | Parque Finca Liana                           |
| 24 de septiembre de 2016 | Pamplona                   | España      | Auditorio Baluarte                           |
| 30 de septiembre de 2016 | Hospitalet de Llobregat    | España      | Recinto ferial La Farga                      |
| 30 de septiembre de 2016 | Sabadell                   | España      | Teatre La Faràndula                          |
| 1 de octubre de 2016     | Vélez-Málaga               | España      | Caseta municipal de la Real Feria            |
| 7 de octubre de 2016     | Málaga                     | España      | Centro de Producción Mahou San Miguel        |
| 8 de octubre de 2016     | Fuengirola                 | España      | Auditorio Multiusos Palacio de la Paz        |
| 11 de octubre de 2016    | Zaragoza                   | España      | Plaza del Pilar                              |
| 22 de octubre de 2016    | San Pedro de Alcántara     | España      | Recinto ferial de San Pedro de Alcántara     |
| 5 de noviembre de 2016   | Cornellá de Llobregat      | España      | Auditorio de Cornellá                        |
| 21 de noviembre de 2016  | Gijón                      | España      | Laboral Ciudad de la Cultura                 |
| 24 de noviembre de 2016  | Barcelona                  | España      | Sala Razzmatazz                              |
| 26 de noviembre de 2016  | Lérida                     | España      | Teatre de la Llotja                          |
| 28 de enero de 2017      | San Cugat del Vallès       | España      | Teatre-Auditori de Sant Cugat                |
| 4 de febrero de 2017     | Murcia                     | España      | Auditorio Víctor Villegas                    |
| 18 de febrero de 2017    | Calafell                   | España      | Teatro Auditorio municipal                   |
| 25 de febrero de 2017    | Pamplona                   | España      | Arena Entrena Pádel                          |
| 4 de marzo de 2017       | Salt                       | España      | Sala La Mirona                               |
| 11 de marzo de 2017      | Valencia                   | España      | Palau de les Arts Reina Sofía                |
| 17 de marzo de 2017      | Madrid                     | España      | Sala La Riviera                              |
| 20 de marzo de 2017      | Castellón de la Plana      | España      | Recinto de Ferias y Mercados                 |
| 24 de marzo de 2017      | Viladecans                 | España      | Auditori Atrium Viladecans                   |
| 25 de marzo de 2017      | Viladecans                 | España      | Auditori Atrium Viladecans                   |
| 29 de abril de 2017      | Bilbao                     | España      | Palacio Euskalduna                           |
| 11 de mayo de 2017       | Berlín                     | Alemania    | Passionskirche                               |
| 12 de mayo de 2017       | Frankfurt                  | Alemania    | Latin Palace Changó                          |
| 13 de mayo de 2017       | Dortmund                   | Alemania    | Dietrich-Keuning-Haus                        |
| 14 de mayo de 2017       | Múnich                     | Alemania    | Backstage Concerts GmbH                      |
| 19 de mayo de 2017       | Londres                    | Reino Unido | Sala The Grand                               |
| 20 de mayo de 2017       | Edimburgo                  | Reino Unido | The Liquid Room                              |
| 27 de mayo de 2017       | Sevilla                    | España      | Auditorio municipal Rocío Jurado             |
| 3 de junio de 2017       | Narbona                    | Francia     | Narbonne-Plage                               |
| 9 de junio de 2017       | Jaén                       | España      | Auditorio de La Alameda                      |
| 17 de junio de 2017      | Albacete                   | España      | Teatro Circo de Albacete                     |
| 6 de julio de 2017       | La Coruña                  | España      | Marineda City                                |
| 8 de julio de 2017       | Leganés                    | España      | Teatro Egaleo                                |
| 14 de julio de 2017      | Villanueva y Geltrú        | España      | La Daurada Beach Club                        |
| 15 de julio de 2017      | Pobla de Mafumet           | España      | Complex Esportiu de Pobla de Mafumet         |
| 22 de julio de 2017      | Tordesillas                | España      | Plaza de Toros de Tordesillas                |
| 28 de julio de 2017      | Isla Cristina              | España      | Recinto ferial del Carmen                    |
| 30 de julio de 2017      | Madrid                     | España      | Teatro Real                                  |
| 31 de julio de 2017      | Sagunto                    | España      | Explanada de L’Epicentre                     |
| 4 de agosto de 2017      | Berja                      | España      | Plaza de Toros de Berja                      |
| 5 de agosto de 2017      | Los Alcázares              | España      | Polideportivo municipal de Los Alcázares     |
| 10 de agosto de 2017     | Gijón                      | España      | Playa de Poniente                            |
| 11 de agosto de 2017     | Villafranca de los Barros  | España      | Plaza de Toros de Villafranca                |
| 12 de agosto de 2017     | Almaraz                    | España      | Campo de fútbol de Almaraz                   |
| 14 de agosto de 2017     | San Feliu de Guíxols       | España      | Guíxols Arena                                |
| 17 de agosto de 2017     | Villarrobledo              | España      | Caseta del recinto ferial                    |
| 21 de agosto de 2017     | Bilbao                     | España      | Abandoibarra                                 |
| 25 de agosto de 2017     | Valdefuentes               | España      | Campo de Futbol de Valdefuentes              |
| 1 de septiembre de 2017  | Cuenca                     | España      | Recinto ferial La Serranía                   |
| 2 de septiembre de 2017  | Guadix                     | España      | Plaza de la Constitución                     |
| 8 de septiembre de 2017  | Tabernes de Valldigna      | España      | Camp de Fútbol del Vergeret                  |
| 9 de septiembre de 2017  | Salamanca                  | España      | Plaza Mayor                                  |
| 16 de septiembre de 2017 | Fuenlabrada                | España      | Campo de fútbol La Aldehuela                 |
| 24 de septiembre de 2017 | Mairena del Aljarafe       | España      | Recinto Hípico de Mairena                    |
| 11 de octubre de 2017    | Cádiz                      | España      | Gran Teatro Falla                            |
| 12 de octubre de 2017    | Cádiz                      | España      | Gran Teatro Falla                            |
| 20 de octubre de 2017    | Málaga                     | España      | Palacio de Deportes Martín Carpena           |
| 21 de octubre de 2017    | Granada                    | España      | Palacio de Exposiciones y Congresos          |
| 22 de octubre de 2017    | Córdoba                    | España      | Teatro de la Axerquía                        |
| 9 de noviembre de 2017   | Alcobendas                 | España      | Teatro auditorio Ciudad de Alcobendas        |
| 11 de noviembre de 2017  | Cuevas de Almanzora        | España      | Nave Polivalente                             |
| 17 de noviembre de 2017  | Valladolid                 | España      | Auditorio del centro cultural Miguel Delibes |
| 24 de noviembre de 2017  | Gerona                     | España      | Discoteca Sala de Ball                       |
| 29 de noviembre de 2017  | Mahón                      | España      | Teatro Principal de Mahón                    |
| 30 de noviembre de 2017  | Mahón                      | España      | Teatro Principal de Mahón                    |
| 2 de diciembre de 2017   | Palma de Mallorca          | España      | Auditorium de Palma de Mallorca              |
| 3 de diciembre de 2017   | Palma de Mallorca          | España      | Auditorium de Palma de Mallorca              |
| 9 de diciembre de 2017   | Torrevieja                 | España      | Auditorio Internacional de Música            |
| 16 de diciembre de 2017  | Jerez de la Frontera       | España      | Palacio municipal de Deportes de Chapín      |
| 20 de diciembre de 2017  | Barcelona                  | España      | Pabellón Sant Jordi Club                     |
| 21 de diciembre de 2017  | Barcelona                  | España      | Pabellón Sant Jordi Club                     |